# Хачік (Вайоц-Дзор)

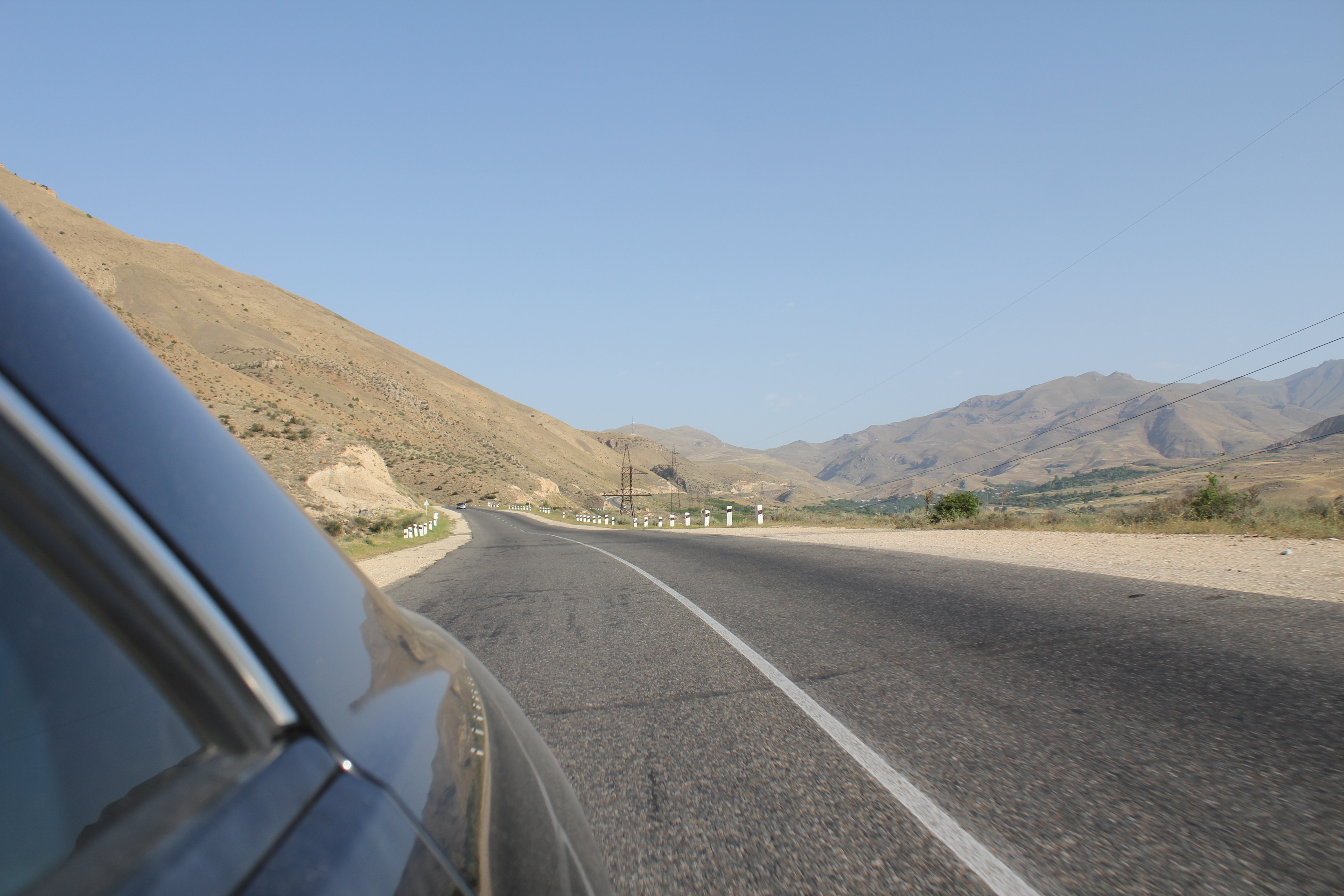
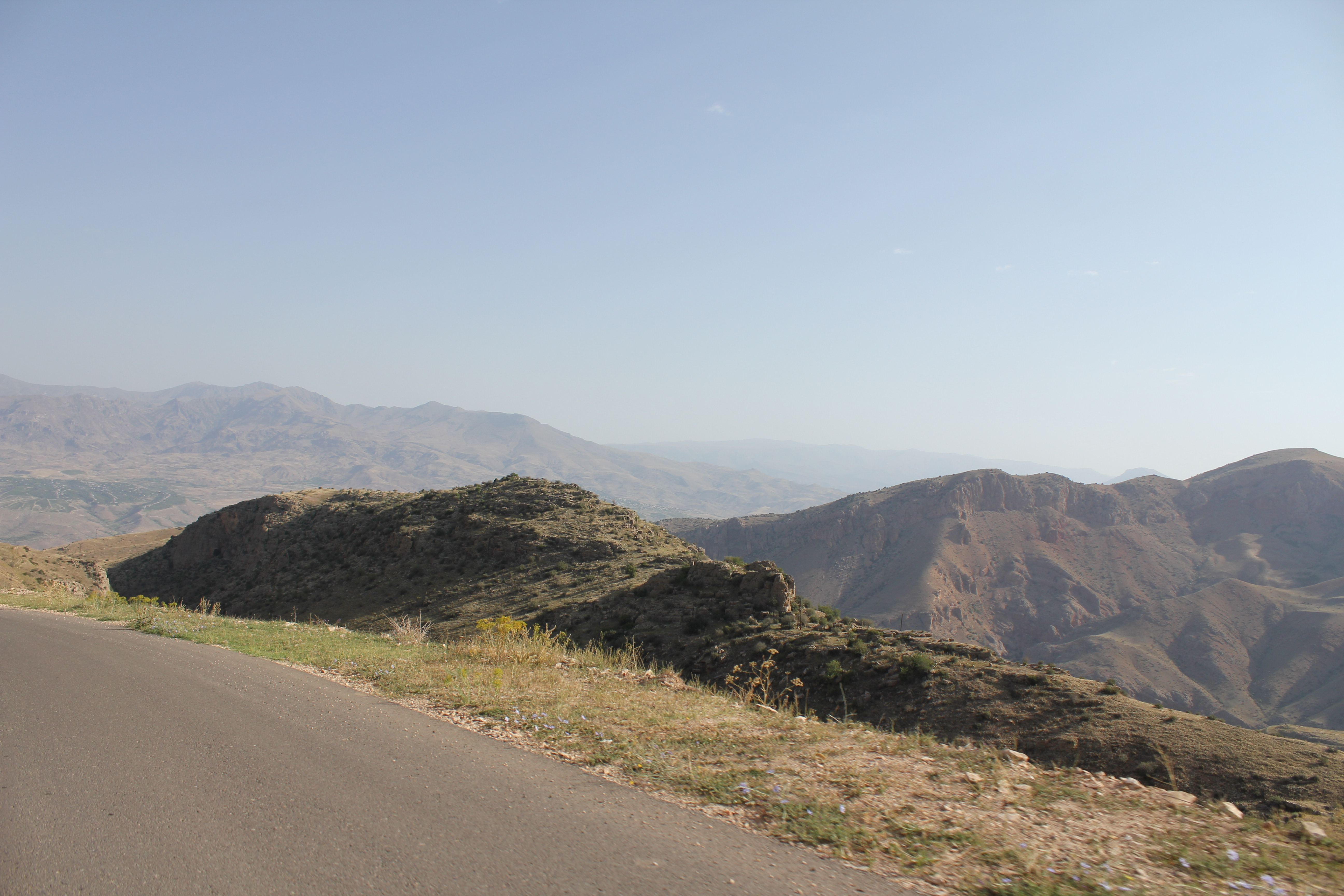
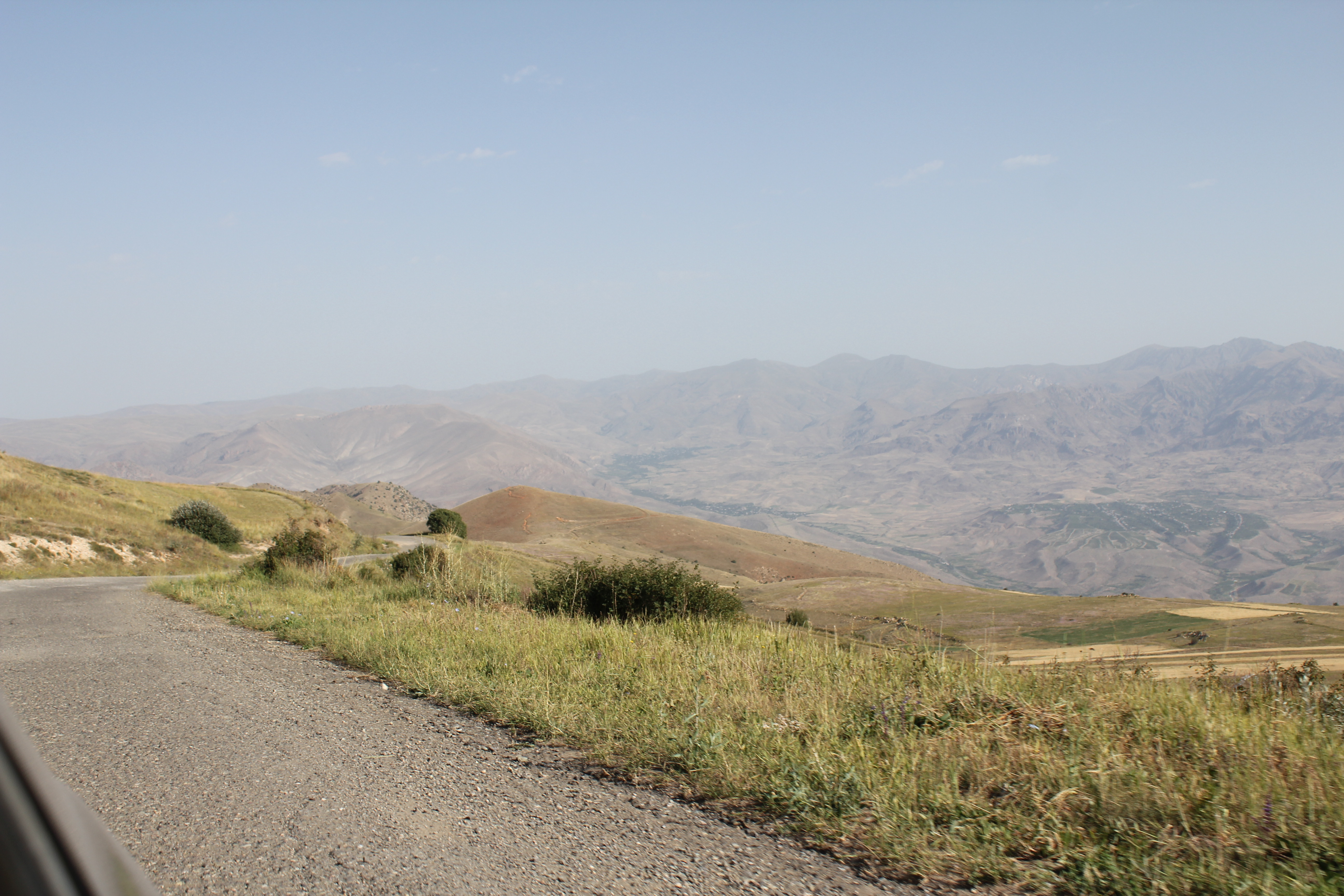
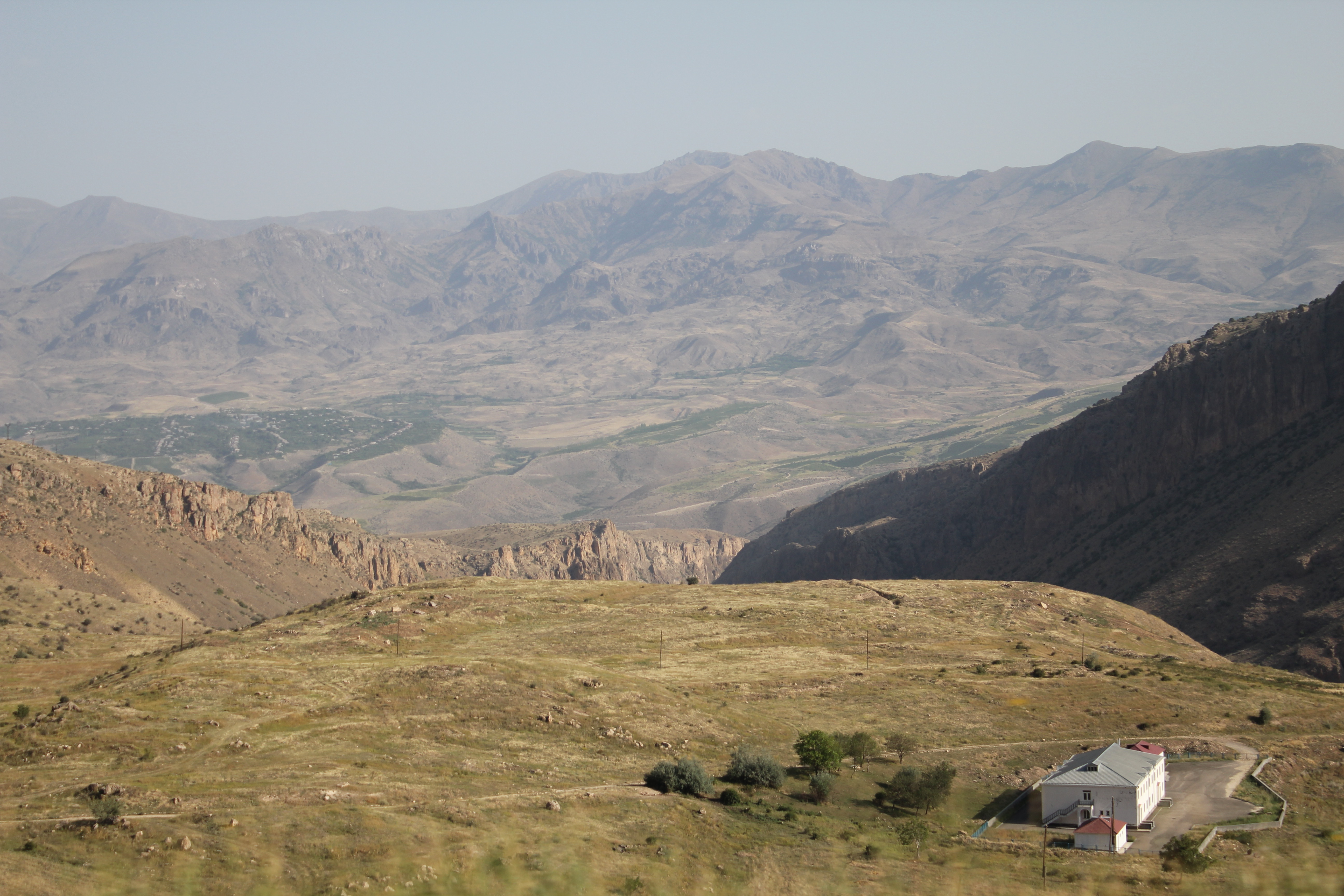
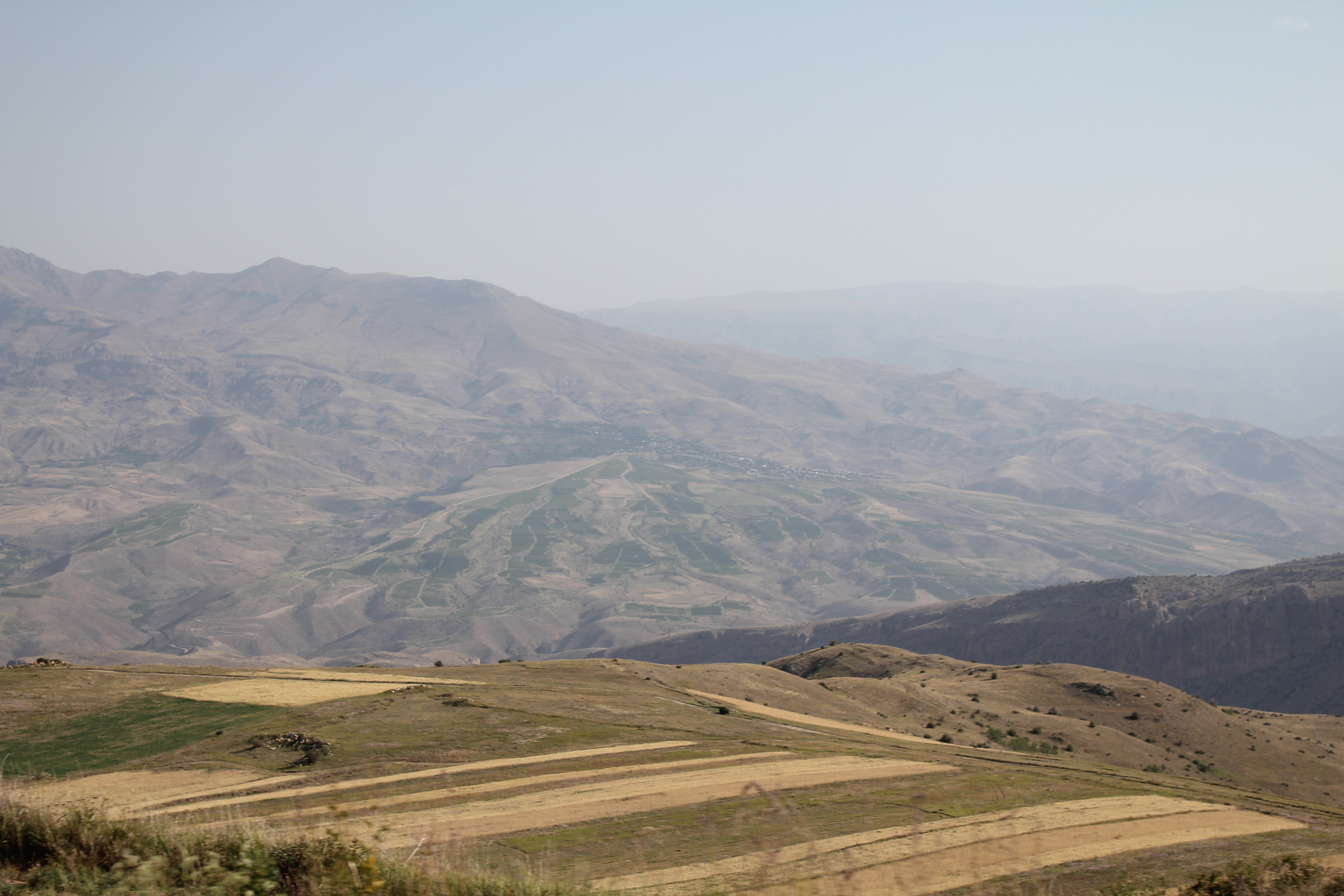
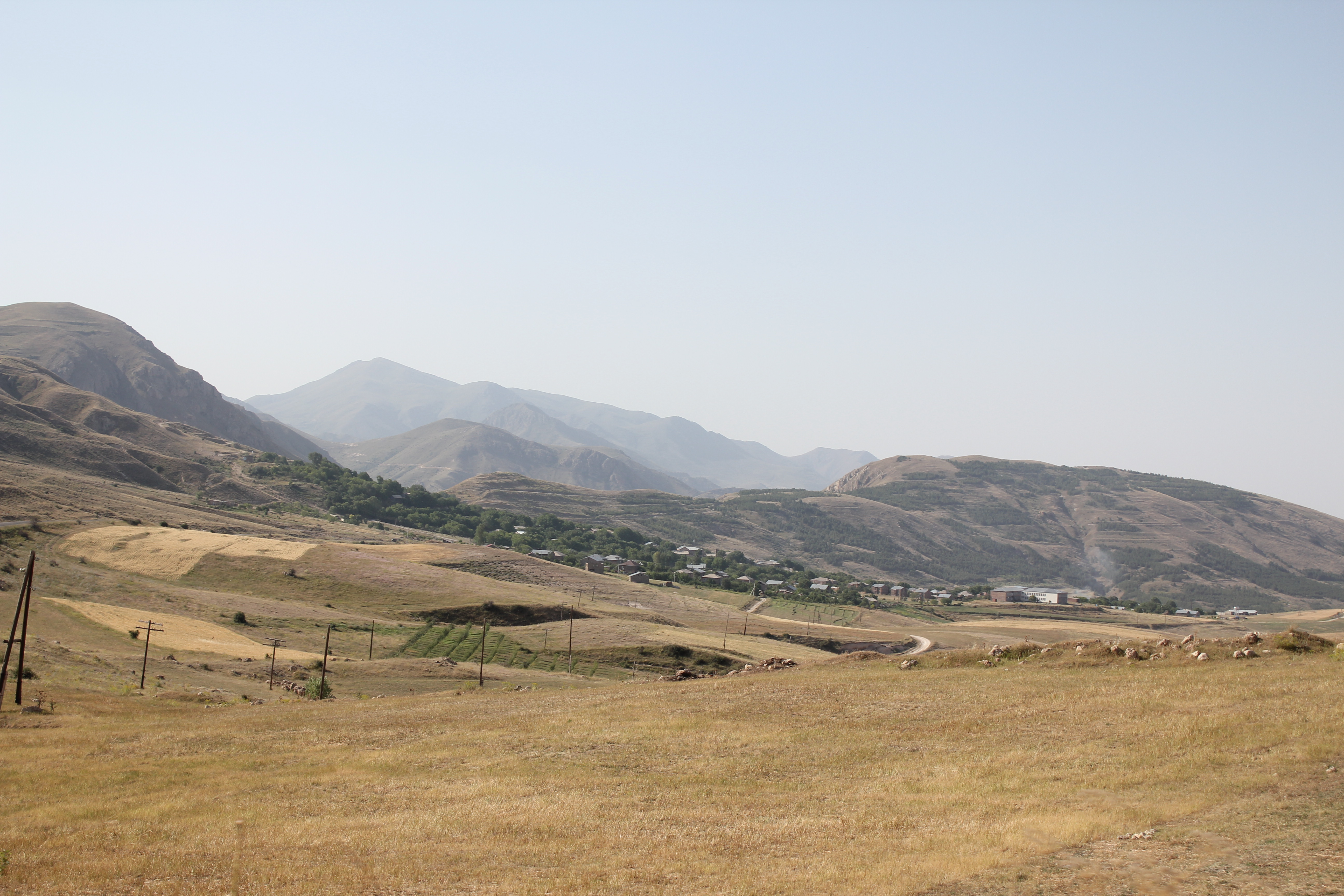

Хачік (вірм. Խաչիկ) — село в марзі Вайоц-Дзор, на півдні Вірменії. Розташоване за 31 км на південний захід від міста Єхегнадзор та за 15 км від села Арені. З трьох сторін (окрім північного сходу) від села проходить державний кордон з Азербайджаном.
Дорога до села Хачик: